# بلاس ريفيروس
بلاس ميغيل ريفيروس غاليانو (بالإسبانية: Blás Miguel Riveros Galeano)‏ (مواليد 3 فبراير 1998) هو لاعب كرة قدم باراغواياني يجيد اللعب في مركز الظهير الأيسر ، ويلعب حاليًا لنادي بازل السويسري.

## بطولات وإنجازات اللاعب

### أوليمبيا
- الدوري الباراغواياني لكرة القدم: 2015

## روابط خارجية
- بلاس ريفيروس على موقع الاتحاد الدولي (مؤرشف)  (الإنجليزية)
- بلاس ريفيروس على موقع قاعدة بيانات كرة القدم.إي يو (الإنجليزية)
- بلاس ريفيروس على موقع ناشيونال فوتبول تيمز (الإنجليزية)
- بلاس ريفيروس على موقع Soccerway.com (الإنجليزية)
- بلاس ريفيروس على موقع AS.com (الإسبانية)

- Blás Riveros